# Anne-Kat. Hærland

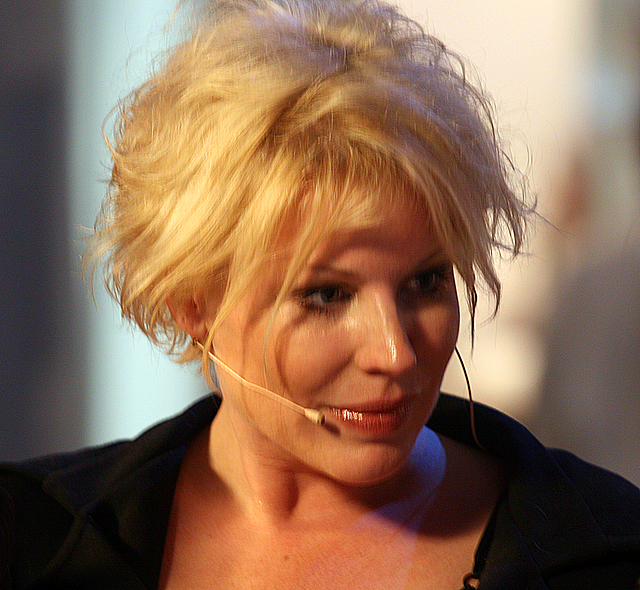
Anne-Kat. Hærland, 2008

Anne-Katrine Hegna Hærland (* 27. März 1972 in Oslo), bekannt als Anne-Kat. Hærland, ist eine norwegische Komikerin, Moderatorin und Autorin. Bekanntheit erlangte sie unter anderem durch eigene Bühnenprogramme und die Comedysendung Nytt på nytt.

## Karriere

### Fernsehen
Im Jahr 1993 begann Hærland als Lichttechnikerin und in der Redaktion der Jugendsendung U beim norwegischen Rundfunk Norsk rikskringkasting (NRK) zu arbeiten. In den Jahren 1996 bis 1997 moderierte sie die Sendung Direkte lykke, 1998 erhielt sie mit der Talkshow Bombay Surprise ihr eigenes Format. Bei der damals neu gestarteten Comedysendung Nytt på nytt wurde sie im Jahr 1999 festes Teammitglied. Zugleich begann Hærland als Standup-Komikerin mit Programmen wie Jeg er ikke Dina (2003), Tatt av vinen (2006) und Gift, men ingen fanatiker (2008) aufzutreten. In den Jahren 2003, 2006 und 2009 wurde sie beim Comedypreis Komiprisen in der Kategorie „Standup-Künstler“ ausgezeichnet.
Im Jahr 2007 stieg sie bei Nytt på nytt aus und Linn Skåber trat ihre Nachfolge an. Anschließend war sie weiter im NRK in den TV-Formaten Anne-Kat ser på TV von 2009 bis 2010 und Lyngbø og Hærlands Big Bang gemeinsam mit Dagfinn Lyngbø von 2010 bis 2011 beteiligt. Im Jahr 2012 beendete sie ihre Tätigkeit für NRK und Hærland moderierte 2013 bei TV Norge die Talkshow Anne.Kat. Diese wurde aufgrund niedriger Seherzahlen nach kurzer Zeit wieder eingestellt. Es folgten Teilnahmen in anderen Formaten des Senders. Im März 2016 wurde bekannt, dass Hærlands Vertrag mit TV Norge auslief. Sie zog sich in der folgenden Zeit weitgehend aus der Öffentlichkeit zurück, bevor sie im Herbst 2020 mit der Sendung Hekta på Trump, in der sie Trump-Anhänger in Norwegen besuchte, wieder im TV erschien.
Im Jahr 2022 erhielt sie beim Fernsehpreis Gullruten den Ehrenpreis.

### Autorin
Im Jahr 2005 veröffentlichte Hærland ihr erstes Buch, Krig og fred og religion og politikk og sånn. Es folgten Inn med sølvskje: Bagatellemat gjort forståelig (2007),  Latterlig enkelt, latterlig godt (2014) und Kokken, bakeren, hun komikeren og mat de elsker (2019).

## Privates
Im November 2003 wurde in den Medien berichtet, dass Hærland an einem Tag zwei Kollisionen mit je einem weiteren Auto verursachte. Im Anschluss an den zweiten Unfall wurde ihr Alkoholwert mit 1,26 Promille bestimmt. Sie wurde schließlich zu 30 Tagen Gefängnis, 90.000 Kronen Geldstrafe und einem zweijährigen Fahrverbot verurteilt. Vorgeworfen wurden ihr sowohl die zwei Unfälle, das Fahren in alkoholisierten Zustand als auch der Fluchtversuch vom ersten Unfall.
Hærland gab im Sommer 2016 bekannt, dass bei ihr in den 1990er-Jahren die Augenkrankheit Retinopathia pigmentosa diagnostiziert worden sei und dass sich ihr Sichtfeld seitdem immer weiter verkleinert habe.

## Werke
- 2005: Krig og fred og religion og politikk og sånn
- 2007: Inn med sølvskje: Bagatellemat gjort forståelig
- 2014: Latterlig enkelt, latterlig godt
- 2019: Kokken, bakeren, hun komikeren og mat de elsker